# Lingbo
Lingbo – miejscowość (tätort) w Szwecji, w regionie administracyjnym (län) Gävleborg, w gminie Ockelbo.
Według danych Szwedzkiego Urzędu Statystycznego liczba ludności wyniosła: 420 (31 grudnia 2015), 433 (31 grudnia 2018) i 438 (31 grudnia 2019).